# Кубок Азии по волейболу среди женщин 2016
5-й розыгрыш Кубка Азии по волейболу среди женщин прошёл с 14 по 20 сентября 2016 года в Виньйене (Вьетнам) с участием 8 национальных сборных команд. Чемпионский титул в 4-й раз в своей истории выиграла сборная Китая.  

## Команды-участницы
Китай, Южная Корея, Таиланд, Тайвань, Вьетнам, Япония, Казахстан, Иран (8 лучших команд по итогам чемпионата Азии 2015 года).

## Система проведения турнира
8 команд-участниц на предварительном этапе разбиты на две группы. Согласно занятым местам в группах все участники распределены на пары в 1/4-финала плей-офф. Победители пар выходят в полуфинал и по системе с выбыванием разыгрывают 1—4-е места. Итоговые 5—8-е места по такой же системе разыгрывают проигравшие в 1/4-финала.
Первичный критерий при распределении мест в группах — общее количество побед. В случае равенства этого показателя в расчёт принимается количество очков, затем соотношение выигранных и проигранных партий, соотношение мячей, результат личных встреч. За победу со счётом 3:0 и 3:1 команды получают по 3 очка, за победу 3:2 − 2, за поражение 2:3 — 1, за поражение 1:3 и 0:3 очки не начисляются.

## Предварительный этап

### Группа А
| М | Команда | 1   | 2   | 3   | 4   | И | В | П | С/П | О |
| - | ------- | --- | --- | --- | --- | - | - | - | --- | - |
| 1 | Таиланд |     | 3:0 | 3:2 | 3:0 | 3 | 3 | 0 | 9:2 | 8 |
| 2 | Вьетнам | 0:3 |     | 3:2 | 3:2 | 3 | 2 | 1 | 6:7 | 4 |
| 3 | Тайвань | 2:3 | 2:3 |     | 3:0 | 3 | 1 | 2 | 7:6 | 5 |
| 4 | Иран    | 0:3 | 2:3 | 0:3 |     | 3 | 0 | 3 | 2:9 | 1 |

14 сентября: Таиланд — Тайвань 3:2 (25:22, 23:25, 22:25, 25:13, 17:15); Вьетнам — Иран 3:2 (27:25, 22:25, 21:25, 25:20, 15:12).
15 сентября: Тайвань — Иран 3:0 (25:23, 25:12, 25:19); Таиланд — Вьетнам 3:0 (28:26, 25:18, 25:22).
16 сентября: Таиланд — Иран 3:0 (25:12, 25:12, 25:21); Вьетнам — Тайвань 3:2 (16:25, 23:25, 25:17, 25:17, 15:12).

### Группа В
| М | Команда     | 1   | 2   | 3   | 4   | И | В | П | С/П | О |
| - | ----------- | --- | --- | --- | --- | - | - | - | --- | - |
| 1 | Япония      |     | 2:3 | 3:1 | 3:0 | 3 | 2 | 1 | 8:4 | 7 |
| 2 | Китай       | 3:2 |     | 2:3 | 3:0 | 3 | 2 | 1 | 8:5 | 6 |
| 3 | Казахстан   | 1:3 | 3:2 |     | 3:0 | 3 | 2 | 1 | 7:5 | 5 |
| 4 | Южная Корея | 0:3 | 0:3 | 0:3 |     | 3 | 0 | 3 | 0:9 | 0 |

14 сентября: Япония — Казахстан 3:1 (25:20, 25:21, 17:25, 25:23); Китай — Южная Корея 3:0 (25:17, 25:14, 25:16).
15 сентября: Казахстан — Южная Корея 3:0 (25:9, 25:13, 25:14); Китай — Япония 3:2 (25:15, 15:25, 25:19, 20:25, 15:7).
16 сентября: Япония — Южная Корея 3:0 (25:13, 25:18, 25:8); Казахстан — Китай 3:2 (25:22, 23:25, 11:25, 25:23, 15:12).

## Плей-офф

### Четвертьфинал
18 сентября
Япония — Иран 3:1 (25:21, 20:25, 25:21, 25:21)
Китай — Тайвань 3:0 (25:19, 25:15, 25:12)
Таиланд — Южная Корея 3:0 (25:6, 25:12, 25:20)
Казахстан — Вьетнам 3:0 (25:23, 25:23, 25:23)

### Полуфинал за 1—4 места
19 сентября
Китай — Таиланд 3:2 (25:21, 23:25, 18:25, 25:21, 15:13)
Казахстан — Япония 3:1 (19:25, 25:11, 25:21, 25:16)

### Полуфинал за 5—8 места
19 сентября
Тайвань — Южная Корея 3:0 (25:20, 25:17, 25:18)
Иран — Вьетнам 3:1 (19:25, 25:14, 32:30, 25:23)

### Матч за 7-е место
20 сентября
Вьетнам — Южная Корея 3:2 (25:17, 25:27, 23:25, 25:18, 15:8).

### Матч за 5-е место
20 сентября
Тайвань — Иран 3:1 (25:21, 25:21, 23:25, 25:22).

### Матч за 3-е место
20 сентября
Таиланд — Япония 3:0 (25:22, 25:16, 25:17).

### Финал
20 сентября
Китай — Казахстан 3:0 (25:19, 25:19, 25:13).

## Итоги

### Положение команд
| Китай          |
| Казахстан      |
| Таиланд        |
| 4. Япония      |
| 5. Тайвань     |
| 6. Иран        |
| 7. Вьетнам     |
| 8. Южная Корея |

### Призёры
Китай: Чэнь Лии, Ли Цзин, Ян Чжоу, Чжэн Исинь, Ван На, Чжан Чаннин, Яо Ди, Сюй Цзюцзин, Сун Мэйли, Чжан Сяоя, Гун Сянъюй, Ван Юаньюань, Шань Даньна, Ван Мэнцзе. Тренер — Чэнь Юцзюань.
  Казахстан: Татьяна Фендрикова, Людмила Исаева, Диана Кавторина, Екатерина Жданова, Ирина Лукомская, Ирина Шенбергер, Катерина Татко, Евгения Ильина, Радмила Береснева, Антонина Рубцова, Алёна Попова, Алла Богдашкина, Кристина Аниконова. Тренер — Вячеслав Шапран.
  Таиланд: Тичая Бунлерт, Пиянут Панной, Понпан Коэтпрат, Татдао Нуэкчанг, Плеумчит Тинкао, Хаттая Памрунгсук, Юпа Саниткланг, Яраспон Бундасак, Вилаван Апиньяпонг, Малика Кантонг, Аччарапон Конгьот, Чатчуон Моксри, Сорая Помла. Тренер — Данай Сриватчараметакул.

### Индивидуальные призы
| - MVP Ли Цзин - Лучшая связующая Ирина Лукомская - Лучшие центральные блокирующие Кристина Аниконова Ян Чжоу | - Лучшая диагональная нападающая Екатерина Жданова - Лучшие нападающие-доигровщики Ли Цзин Аччарапон Конгьот - Лучшая либеро Пиянут Панной |